# Comuna Danîlova Balka, Uleanovka
Danîlova Balka (în ucraineană Данилова Балка) este o comună în raionul Uleanovka, regiunea Kirovohrad, Ucraina, formată din satele Danîlova Balka (reședința) și Șevcenka.

## Demografie
Componența lingvistică a comunei Danîlova Balka
     Ucraineană (93,95%)
     Română (3,02%)
     Rusă (1,93%)
     Alte limbi (0,25%)
Conform recensământului din 2001, majoritatea populației comunei Danîlova Balka era vorbitoare de ucraineană (93,95%), existând în minoritate și vorbitori de română (3,02%) și rusă (1,93%).